# Коубек, Томаш
То́маш Ко́убек (чеш. Tomáš Koubek; род. 26 августа 1992, Градец-Кралове, Восточночешский край) — чешский футболист, вратарь чешского клуба «Слован (Либерец)» и сборной Чехии.

## Клубная карьера
Коубек — воспитанник клуба «Градец-Кралове» из своего родного города. 30 апреля 2011 года в матче против «Млада-Болеслав» он дебютировал в Гамбринус лиге. Летом 2015 года Томаш перешёл в пражскую «Спарту», подписав контракт на четыре года. Для получения игровой практики, клуб сразу же отдан Коубека в годовую аренду в «Слован» из города Либерец. 26 июля в матче против «Млада-Болеслав» он дебютировал за новую команду. По окончании аренды Томаш вернулся в расположение столичного клуба. 7 августа 2016 года в матче против «Теплице» он дебютировал за «Спарту».
Летом 2017 года Коубек перешёл во французский «Ренн». 10 сентября в матче против «Марселя» он дебютировал в Лиге 1.

## Карьера в сборной
В 2011 году Коубек в составе юношеской сборной Чехии занял второе место на юношеском чемпионате Европы в Румынии. На турнире он сыграл в матчах против команд Румынии, Греции, Ирландии, Сербии и Испании.
В 2015 году в составе молодёжной сборной Чехии Коубек принял участие в домашнем молодёжном чемпионате Европы. На турнире он сыграл в матчах против сборных Дании, Сербии и Германии.
24 марта 2016 года в товарищеском матче против сборной Шотландии Коубек дебютировал за сборную Чехии.

## Достижения
Международные
 Чехия (до 19)
- Юношеский чемпионат Европы — 2011

## Статистика выступлений за сборную
| Матчи за сборную Чехии | Матчи за сборную Чехии | Матчи за сборную Чехии | Матчи за сборную Чехии | Матчи за сборную Чехии | Матчи за сборную Чехии  | Матчи за сборную Чехии |
| №                      | Дата                   | Оппонент               | Счёт                   | Голы                   | Соревнование            |                        |
| ---------------------- | ---------------------- | ---------------------- | ---------------------- | ---------------------- | ----------------------- | ---------------------- |
| 1                      | 24 марта 2016          | Шотландия              | 0:1                    | -1                     | Товарищеский матч       |                        |
| 2                      | 27 мая 2016            | Мальта                 | 6:0                    | -                      | Товарищеский матч       |                        |
| 3                      | 31 августа 2016        | Армения                | 3:0                    | -                      | Товарищеский матч       |                        |
| 4                      | 15 ноября 2016         | Дания                  | 1:1                    | -1                     | Товарищеский матч       |                        |
| 5                      | 22 марта 2017          | Литва                  | 3:0                    | -                      | Товарищеский матч       |                        |
| 6                      | 8 октября 2017         | Сан-Марино             | 5:0                    | -                      | Отборочный матч ЧМ-2018 |                        |
| 7                      | 26 марта 2018          | Китай                  | 4:1                    | -                      | Товарищеский турнир     |                        |
| 8                      | 1 июня 2018            | Австралия              | 0:4                    | -4                     | Товарищеский матч       |                        |
| 9                      | 10 сентября 2018       | Россия                 | 1:5                    | -5                     | Товарищеский матч       |                        |
| 10                     | 7 октября 2020         | Кипр                   | 2:1                    | -1                     | Товарищеский матч       |                        |
| 11                     | 18 ноября 2020         | Словакия               | 2:0                    | -                      | Лига наций 2020/21      |                        |
| 12                     | 19 ноября 2022         | Турция                 | 1:2                    | -1                     | Товарищеский матч       |                        |